# وست‌فورنه
وست‌فورنه (به هلندی: Westvoorne) یک شهرستان در هلند است که در هلند جنوبی واقع شده‌است. وست‌فورنه ۰ متر بالاتر از سطح دریا واقع شده‌است.

## نگارخانه

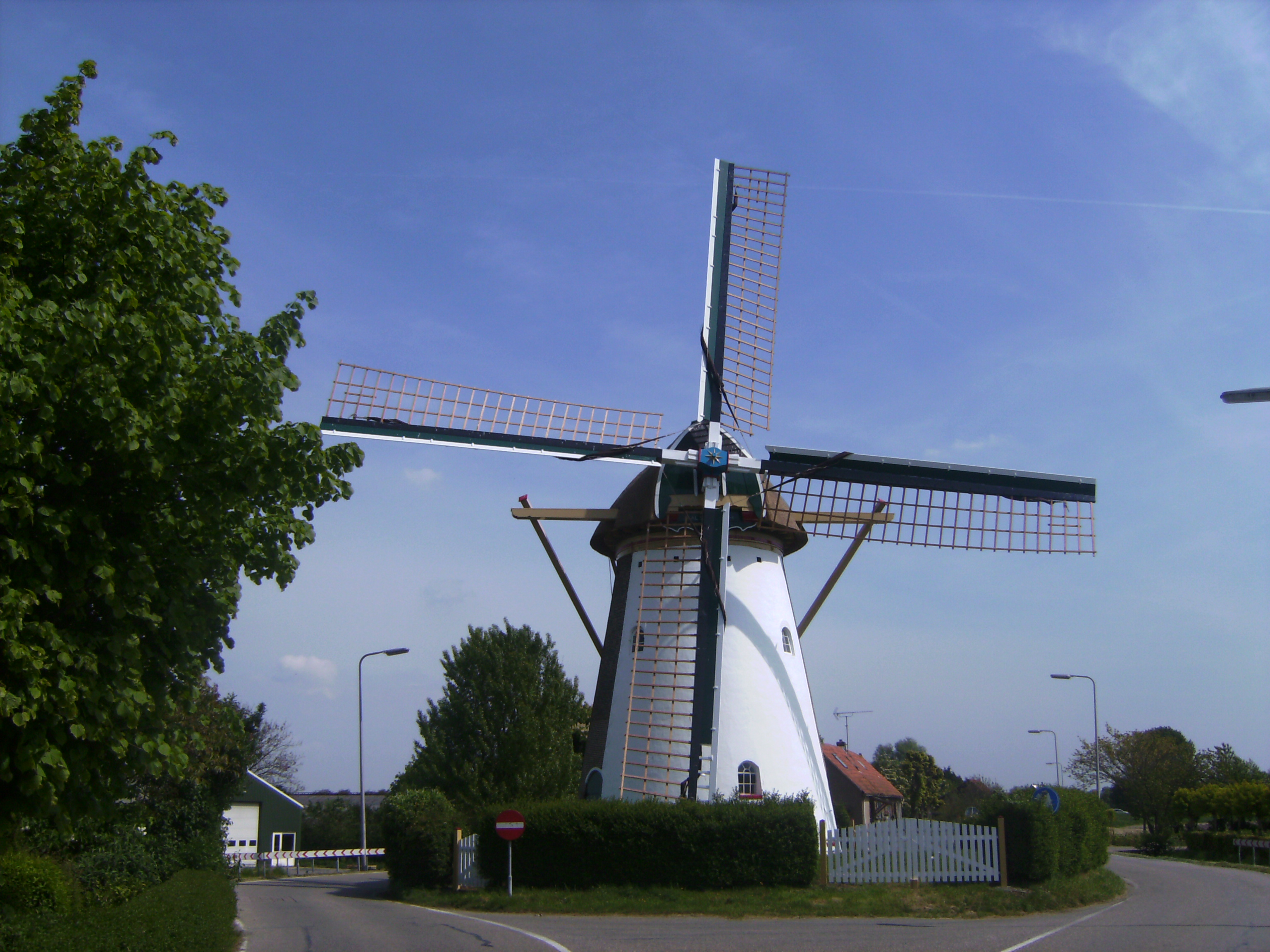
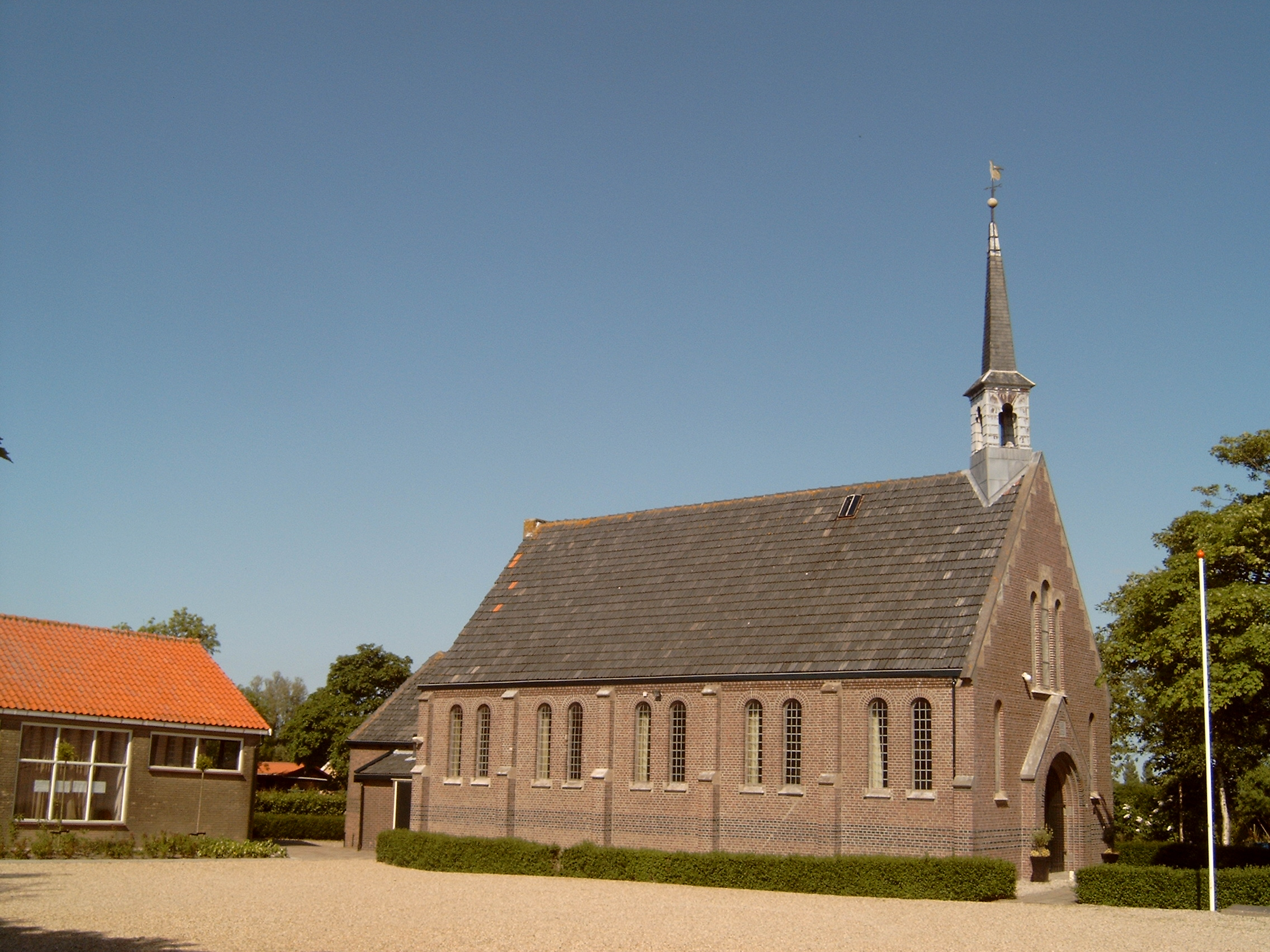